# John Andrews
John Andrews, född 29 oktober 1933 i Sydney, död 24 mars 2022 i Orange, New South Wales, var en australisk arkitekt.
Andrews ritade flera byggnader i brutalistisk stil, bland annat i Australien, Kanada och USA. Bland hans mest uppmärksammade verk märks Scarborough College i Ontario (1963–69) och Cameron Offices i Belconnen, Australien (1976).